# Crash Bandicoot: N. Sane Trilogy
Crash Bandicoot: N. Sane Trilogy è un videogioco a piattaforme sviluppato da Vicarious Visions e pubblicato da Activision il 30 giugno 2017. Il videogioco contiene i remake dei primi tre capitoli della serie Crash Bandicoot, sviluppati originariamente dalla Naughty Dog per PlayStation: Crash Bandicoot, Crash Bandicoot 2: Cortex Strikes Back e Crash Bandicoot 3: Warped, con una nuova grafica con nuovi modelli in alta definizione e con un nuovo doppiaggio. Inizialmente uscito solo per PlayStation 4, il gioco ha anche una versione per Nintendo Switch, per Xbox One e, per la prima volta, per Microsoft Windows, usciti il 29 giugno 2018.

## Trama

### Crash Bandicoot
Il malvagio Dr. Neo Cortex ha sviluppato, con la complicità del suo collega, Il Dr. Nitrus Brio (o N. Brio) uno speciale raggio in grado di rendere gli animali più simili agli uomini, chiamato Evolvo Ray. Acquistato un arcipelago formato da tre isole nel Sud dell'Australia, vi costruisce il suo castello dove viene situato anche il suo laboratorio. I due scienziati creano i propri soldati mutanti servendosi di vari esemplari di fauna locale, per poi fare loro il lavaggio del cervello tramite il "Vortice Cortex", allo scopo di renderli dei fedeli servitori. Quando arriva il momento di creare un generale che guidi questa armata, un malfunzionamento del vortex crea Crash Bandicoot, che all'insaputa del dottore, diventerà la sua più grande nemesi e ne sventerà i numerosi e diabolici piani per la conquista del mondo. Crash sarà aiutato da sua sorella Coco e dallo Spirito dello stregone Aku Aku.

### Crash Bandicoot 2: Cortex Strikes Back
Subito dopo la sua sconfitta, Cortex trova un cristallo magico e inizia a escogitare un nuovo piano. Un anno dopo, il suo nuovo collega, il Dr. N. Gin gli comunica che un solo cristallo non è sufficiente ma ci vogliono tutti gli altri 25 cristalli sparsi sulla superficie della Terra per far funzionare la nuova macchina di Cortex. Allora Cortex decide di rivolgersi proprio a Crash e fingendosi dispiaciuto per lo scontro passato e facendo credere al marsupiale di voler contrastare una forza nemica per il pianeta, lo convince a raccogliere tutti i 25 cristalli rimanenti che in realtà lo scienziato userà per la sua macchina.

### Crash Bandicoot 3: Warped
Dopo essere stato distrutto, un pezzo del macchinario di Cortex colpisce una prigione liberando lo spirito del malvagio stregone Uka Uka (fratello gemello di Aku Aku) arrabbiato con Cortex per i suoi fallimenti. Tuttavia decide di dare una nuova possibilità allo scienziato insieme con la collaborazione del Dr. N. Tropy e della sua macchina temporale. Tocca a Crash, insieme alla sorella e Aku Aku, recuperare nuovamente i cristalli e fermare il temibile stregone e il perfido scienziato.

## Personaggi

### Protagonisti
- Crash Bandicoot: protagonista del gioco. È un bandicoot mutante di pelo arancione che indossa un paio di jeans e scarpe rosse. Sempre pronto a sventare i piani di Cortex.
- Aku Aku: lo spirito benigno di uno stregone racchiuso in una maschera tiki. Aiuta Crash durante le sue avventure proteggendolo dagli attacchi nemici o rendendolo momentaneamente invincibile.
- Coco Bandicoot: sorella minore di Crash. Ha un aspetto giovanile e vanta grandi conoscenze sulla tecnologia e l'informatica.
- Tawna Bandicoot: una sensuale e bellissima femmina di bandicoot mutante. Crash ne è innamorato perdutamente e farà di tutto per salvarla dalle grinfie di Cortex.
- Polar: è un cucciolo di orso polare amico di Crash.
- Pura: un cucciolo di tigre amico di Coco.
- Baby T: un cucciolo di Tyrannosaurus Rex, amico di Crash che aiuterà a sfuggire da un gigantesco triceratops.

### Antagonisti
- Dr. Neo Cortex: arcinemico di Crash. È uno scienziato pazzo che aspira alla conquista della Terra, sebbene i suoi piani falliscano sempre a causa di Crash.
- Uka Uka: uno spirito malvagio dall'aspetto di una maschera tiki nonché fratello minore di Aku Aku. Si tratta della vera mente dietro i piani di Cortex.
- Nitrus Brio: scienziato pazzo, abilissimo nel creare pozioni e progettista dell'Evolvo Ray. Originalmente alleato di Cortex, in seguito diverrà un alleato di Crash.
- Papu Papu: capo e sciamano di una tribù indigena che abita la prima delle tre isole acquistate da Cortex. È dotato di una considerevole forza fisica e di un appetito insaziabile. A differenza degli altri nemici di Crash, non è un alleato di Cortex e rimane neutrale.
- Ripper Roo: canguro mutante, completamente pazzo (tanto che indossa una camicia di forza) si esprime solo e unicamente tramite incontrollate e isteriche risate, la sua follia lo rende spericolato, imprevedibile e pericoloso. Nonostante ciò, Roo possiede un quoziente intellettivo sorprendentemente alto, tanto da fargli ottenere un dottorato in scienze politiche.
- Koala Kong: un koala mutante di grandi dimensioni, che indossa una maglietta rossa e pantaloni gialli. Risultato di un esperimento genetico durante il quale Cortex fece l'errore di immettergli troppi protoni nei muscoli e non abbastanza nel cervello, Kong dispone di una grande forza fisica.
- Pinstripe Potoroo: un potoroo antropomorfo che indossa un elegante smoking rosso con camicia verde. Ha un'attitudine da gangster degli anni trenta ed è armato di un mitragliatore.
- Fratelli Komodo: sono due varani di Komodo mutanti. Indossano entrambi due abiti da soldati ottomani e un elmetto dorato. Dei due, Moe si presenta più grosso e temibile, mentre Joe è più snello e piccolo, ma più intelligente. Abilissimi nel combattimento con la spada.
- Tiny Tiger: un tilacino (o tigre della Tasmania) mutante. Malgrado la sua scarsa intelligenza, dispone di un'immensa potenza fisica e un'incontrollabile ferocia animalesca.
- N. Gin: scienziato e aiutante di Cortex divenuto un cyborg in seguito a un incidente con un missile (che gli è rimasto conficcato e inesploso sulla testa). Vanta grandi conoscenze sulla tecnologia.
- Dingodile: un mutante ibrido dalle sembianze di un dingo e di un coccodrillo. Combatte usando un lanciafiamme.
- Nefarious Tropy: è uno scienziato alleato del dottor Cortex e vecchio amico di Uka Uka. Autoproclamatosi signore del tempo e costruttore di una macchina che permette di viaggiare attraverso varie epoche.

## Statistiche dei livelli

### Crash Bandicoot
| Livello                                 | Ambientazione                                 | Casse | Bonus         | Oggetti                      | Aree extra                  | Tempi richiesti per le reliquie                |
| --------------------------------------- | --------------------------------------------- | ----- | ------------- | ---------------------------- | --------------------------- | ---------------------------------------------- |
| N. Sanity Beach                         | Spiaggia/Giungla                              | 49    | No            | Gemma bianca Reliquia        | No                          | Zaffiro: 0:34:00 Oro: 0:28:26 Platino: 0:25:76 |
| Jungle Rollers                          | Giungla                                       | 43    | Tawna         | Gemma bianca Reliquia        | Piattaforma Gemma Verde     | Zaffiro: 1:03:00 Oro: 0:48:12 Platino: 0:46:89 |
| The Great Gate                          | Fortezza indigena                             | 38    | Tawna         | Gemma bianca Reliquia        | Piattaforma Gemma Gialla    | Zaffiro: 1:05:00 Oro: 0:53:29 Platino: 0:48:07 |
| Boulders                                | Inseguimento (Giungla)                        | 16    | No            | Gemma bianca Reliquia        | No                          | Zaffiro: 1:04:00 Oro: 0:49:44 Platino: 0:47:48 |
| Upstream                                | Fiume                                         | 36    | Tawna         | Gemma bianca Reliquia        | Piattaforma Gemma Arancione | Zaffiro: 1:03:00 Oro: 0:49:95 Platino: 0:46:51 |
| Papu Papu (Boss)                        | Capanna                                       | N/A   | No            | N/A                          | No                          |                                                |
| Rolling Stones                          | Giungla                                       | 87    | Tawna N. Brio | Gemma bianca Reliquia        | Piattaforma Gemma Blu       | Zaffiro: 1:04:00 Oro: 0:50:35 Platino: 0:46:49 |
| Hog Wild                                | Cavalcata (Villaggio indigeno)                | 24    | No            | Gemma bianca Reliquia        | No                          | Zaffiro: 0:55:00 Oro: 0:47:53 Platino: 0:43:42 |
| Native Fortress                         | Fortezza indigena                             | 48    | Tawna         | Gemma bianca Reliquia        | Piattaforma Gemma Rossa     | Zaffiro: 2:55:00 Oro: 2:25:87 Platino: 2:05:80 |
| Up The Creek                            | Fiume                                         | 48    | Tawna         | Gemma bianca Reliquia        | No                          | Zaffiro: 1:42:00 Oro: 1:20:25 Platino: 1:16:31 |
| Ripper Roo (Boss)                       | Cascata                                       | N/A   | No            | N/A                          | No                          |                                                |
| The Lost City                           | Città perduta                                 | 82    | Tawna N. Brio | Gemma verde Reliquia         | No                          | Zaffiro: 2:35:00 Oro: 1:56:12 Platino: 1:40:52 |
| Temple Ruins                            | Tempio oscuro                                 | 67    | No            | Gemma bianca Reliquia        | No                          | Zaffiro: 2:11:00 Oro: 1:32:61 Platino: 1:25:34 |
| Road To Nowhere                         | Ponte                                         | 42    | Tawna         | Gemma bianca Reliquia        | Piattaforma Gemma Rossa     | Zaffiro: 1:24:00 Oro: 1:03:26 Platino: 0:57:85 |
| Boulder Dash                            | Inseguimento (Giungla)                        | 35    | No            | Gemma bianca Reliquia        | Piattaforma Gemma Viola     | Zaffiro: 1:45:00 Oro: 1:24:61 Platino: 1:18:08 |
| Whole Hog (livello segreto)             | Cavalcata (Villaggio indigeno)                | 24    | No            | Gemma bianca Reliquia        | No                          | Zaffiro: 0:48:00 Oro: 0:30:44 Platino: 0:26:87 |
| Sunset Vista                            | Città perduta                                 | 90    | Tawna Cortex  | Gemma bianca Reliquia Chiave | No                          | Zaffiro: 5:30:00 Oro: 4:10:00 Platino: 3:41:85 |
| Koala Kong (Boss)                       | Miniera                                       | N/A   | No            | N/A                          | No                          |                                                |
| Heavy Machinery                         | Fabbrica                                      | 86    | Tawna N. Brio | Gemma bianca Reliquia        | No                          | Zaffiro: 2:20:00 Oro: 1:57:52 Platino: 1:36:29 |
| Cortex Power                            | Laboratorio                                   | 42    | No            | Gemma bianca Reliquia        | Piattaforma Gemma Blu       | Zaffiro: 1:05:00 Oro: 0:43:98 Platino: 0:39:70 |
| Generator Room                          | Laboratorio                                   | 52    | Tawna         | Gemma arancione Reliquia     | No                          | Zaffiro: 1:22:00 Oro: 1:08:37 Platino: 0:59:72 |
| Toxic Waste                             | Laboratorio                                   | 39    | Tawna         | Gemma blu Reliquia           | No                          | Zaffiro: 1:16:00 Oro: 1:03:47 Platino: 0:55:75 |
| Pinstripe Potoroo (Boss)                | Ufficio                                       | N/A   | No            | N/A                          | No                          |                                                |
| The High Road                           | Ponte                                         | 45    | Tawna         | Gemma bianca Reliquia        | No                          | Zaffiro: 1:28:00 Oro: 1:13:29 Platino: 1:04:61 |
| Slippery Climb                          | Esterno del Castello                          | 51    | N. Brio       | Gemma rossa Reliquia         | No                          | Zaffiro: 3:30:00 Oro: 3:00:47 Platino: 2:26:00 |
| Lights Out                              | Interno del Castello / Al Buio                | 15    | No            | Gemma viola Reliquia         | Piattaforma Gemma Gialla    | Zaffiro: 1:31:00 Oro: 1:20:67 Platino: 1:06:87 |
| Fumbling In The Dark (livello segreto)  | Interno del Castello / Al Buio                | 18    | No            | Gemma bianca Reliquia        | No                          | Zaffiro: 2:28:00 Oro: 1:57:68 Platino: 1:41:59 |
| Jaws Of Darkness                        | Tempio oscuro                                 | 112   | Tawna Cortex  | Gemma bianca Reliquia Chiave | Piattaforma Gemma Blu       | Zaffiro: 2:21:00 Oro: 1:59:21 Platino: 1:36:26 |
| Castle Machinery                        | Fabbrica                                      | 27    | No            | Gemma bianca Reliquia        | Piattaforma Gemma Verde     | Zaffiro: 3:15:00 Oro: 2:37:61 Platino: 2:09:89 |
| Dr. Nitrus Brio (Boss)                  | Interno del Castello                          | N/A   | No            | N/A                          | No                          |                                                |
| The Lab                                 | Interno del Castello (Laboratorio di N. Brio) | 36    | Tawna         | Gemma gialla Reliquia        | No                          | Zaffiro: 1:20:00 Oro: 0:56:22 Platino: 0:44:92 |
| Stormy Ascent (livello incluso nel DLC) | Esterno del Castello                          | 56    | N. Brio       | Gemma bianca Reliquia        | No                          | Zaffiro: 7:00:00 Oro: 4:30:00 Platino: 3:10:00 |
| The Great Hall                          | Interno del Castello                          | N/A   | No            | N/A                          | Tutte le gemme raccolte     |                                                |
| Dr. Neo Cortex (Boss finale)            | Dirigibile                                    | N/A   | No            | N/A                          | No                          |                                                |

### Crash Bandicoot 2: Cortex Strikes Back
| Livello                | Ambientazione                       | Casse | Oggetti                                      | Difficoltà | Aree extra                                                                                        | Tempi richiesti per le reliquie                |
| ---------------------- | ----------------------------------- | ----- | -------------------------------------------- | ---------- | ------------------------------------------------------------------------------------------------- | ---------------------------------------------- |
| Turtle Woods           | Foresta                             | 62    | Cristallo Gemma bianca Gemma blu Reliquia    | Bassa      | Area nascosta                                                                                     | Zaffiro: 1:15:00 Oro: 0:56:87 Platino: 0:45:47 |
| Snow Go                | Ghiacciaio                          | 74    | Cristallo Gemma bianca Gemma rossa Reliquia  | Bassa      | Area accessibile dalla sesta Warp Room                                                            | Zaffiro: 1:10:00 Oro: 0:49:64 Platino: 0:42:88 |
| Hang Eight             | Fiume                               | 74    | Cristallo 2 Gemme bianche Reliquia           | Media      | Piattaforma Gemma Blu                                                                             | Zaffiro: 1:20:00 Oro: 1:02:93 Platino: 0:56:24 |
| The Pits               | Foresta                             | 53    | Cristallo Gemma bianca Reliquia              | Bassa      | Nessuna                                                                                           | Zaffiro: 1:40:00 Oro: 1:11:51 Platino: 1:00:34 |
| Crash Dash             | Inseguimento (Montagna)             | 44    | Cristallo Gemma bianca Reliquia              | Alta       | Nessuna                                                                                           | Zaffiro: 1:33:00 Oro: 1:07:22 Platino: 0:59:68 |
| Ripper Roo (Boss)      | Fiume                               | N/A   | N/A                                          | Bassa      | Nessuna                                                                                           |                                                |
| Snow Biz               | Ghiacciaio                          | 125   | Cristallo Gemma bianca Reliquia              | Media      | Piattaforma Gemma Rossa                                                                           | Zaffiro: 1:31:00 Oro: 1:09:82 Platino: 0:51:97 |
| Air Crash              | Fiume                               | 102   | Cristallo 2 Gemme bianche Reliquia           | Alta       | Piattaforma di Morte Area accessibile dalla sesta Warp Room Area che conduce alla sesta Warp Room | Zaffiro: 1:27:00 Oro: 1:01:01 Platino: 0:52:75 |
| Bear It                | Cavalcata (Ghiacciaio)              | 45    | Cristallo Gemma bianca Reliquia              | Media      | Nessuna                                                                                           | Zaffiro: 1:05:00 Oro: 0:48:07 Platino: 0:44:82 |
| Crash Crush            | Inseguimento (Montagna)             | 57    | Cristallo Gemma bianca Reliquia              | Media      | Nessuna                                                                                           | Zaffiro: 1:57:00 Oro: 1:19:83 Platino: 1:07:87 |
| The Eel Deal           | Fogne                               | 79    | Cristallo Gemma bianca Gemma verde Reliquia  | Media      | Area nascosta                                                                                     | Zaffiro: 1:48:00 Oro: 1:08:46 Platino: 0:58:90 |
| Komodo Brothers (Boss) | Arena                               | N/A   | N/A                                          | Bassa      | Nessuna                                                                                           |                                                |
| Plant Food             | Fiume                               | 53    | Cristallo Gemma bianca Gemma gialla Reliquia | Alta       | Nessuna                                                                                           | Zaffiro: 1:59:00 Oro: 1:03:31 Platino: 0:57:28 |
| Sewer or Later         | Fogne                               | 57    | Cristallo 2 Gemme bianche Reliquia           | Media      | Piattaforma Gemma Gialla                                                                          | Zaffiro: 1:04:00 Oro: 0:41:29 Platino: 0:34:00 |
| Bear Down              | Cavalcata (Ghiacciaio)              | 42    | Cristallo Gemma bianca Reliquia              | Alta       | Area che conduce alla sesta Warp room                                                             | Zaffiro: 1:03:00 Oro: 0:49:85 Platino: 0:46:14 |
| Road To Ruin           | Antiche Rovine                      | 89    | Cristallo 2 Gemme bianche Reliquia           | Media      | Piattaforma di Morte Area accessibile dalla sesta Warp Room                                       | Zaffiro: 1:13:00 Oro: 0:51:78 Platino: 0:39:04 |
| Un-Bearable            | Inseguimento + Cavalcata (Montagna) | 58    | Cristallo Gemma bianca Reliquia              | Media      | Area nascosta Area che conduce alla sesta Warp Room                                               | Zaffiro: 2:24:00 Oro: 1:35:53 Platino: 1:26:10 |
| Tiny Tiger (Boss)      | Stazione Spaziale                   | N/A   | N/A                                          | Media      | Nessuna                                                                                           |                                                |
| Hangin' Out            | Fogne                               | 93    | Cristallo Gemma bianca Reliquia              | Alta       | Area che conduce alla sesta Warp Room                                                             | Zaffiro: 1:25:00 Oro: 1:03:82 Platino: 0:56:23 |
| Diggin' It             | Montagna                            | 95    | Cristallo 2 Gemme bianche Reliquia           | Media      | Piattaforma di Morte Area che conduce alla sesta Warp Room                                        | Zaffiro: 2:40:00 Oro: 1:48:12 Platino: 1:36:77 |
| Cold Hard Crash        | Ghiacciaio                          | 155   | Cristallo 2 Gemme bianche Reliquia           | Alta       | Piattaforma di Morte                                                                              | Zaffiro: 2:36:00 Oro: 2:06:07 Platino: 1:35:99 |
| Ruination              | Antiche Rovine                      | 84    | Cristallo 2 Gemme bianche Reliquia           | Alta       | Piattaforma Gemma Verde                                                                           | Zaffiro: 1:58:00 Oro: 1:19:36 Platino: 1:04:36 |
| Bee-Having             | Montagna                            | 94    | Cristallo Gemma bianca Gemma viola Reliquia  | Alta       | Area nascosta                                                                                     | Zaffiro: 2:00:00 Oro: 1:22:00 Platino: 1:13:42 |
| Dr. N. Gin (Boss)      | Stazione Spaziale                   | N/A   | N/A                                          | Media      | Nessuna                                                                                           |                                                |
| Piston It Away         | Stazione Spaziale                   | 69    | Cristallo 2 Gemme bianche Reliquia           | Alta       | Piattaforma di Morte                                                                              | Zaffiro: 1:57:00 Oro: 1:23:33 Platino: 1:16:03 |
| Rock It                | Spazio                              | 39    | Cristallo Gemma bianca Reliquia              | Media      | Nessuna                                                                                           | Zaffiro: 1:15:00 Oro: 0:59:55 Platino: 0:53:44 |
| Night Fight            | Foresta / Al Buio                   | 46    | Cristallo 2 Gemme bianche Reliquia           | Alta       | Piattaforma di Morte                                                                              | Zaffiro: 1:45:00 Oro: 1:10:98 Platino: 1:04:49 |
| Pack Attack            | Spazio                              | 45    | Cristallo Gemma bianca Reliquia              | Alta       | Nessuna                                                                                           | Zaffiro: 1:22:00 Oro: 1:08:29 Platino: 0:58:25 |
| Spaced Out             | Stazione Spaziale                   | 60    | Cristallo 2 Gemme bianche Reliquia           | Molto alta | 5 piattaforme: le 5 gemme colorate                                                                | Zaffiro: 2:03:00 Oro: 1:09:24 Platino: 0:56:95 |
| Dr. Neo Cortex (Boss)  | Spazio                              | N/A   | N/A                                          | Media      | Nessuna                                                                                           |                                                |
| Totally Bear           | Cavalcata (Ghiacciaio) / Al Buio    | 38    | Gemma bianca Reliquia                        | Molto alta | Nessuna                                                                                           | Zaffiro: 0:58:00 Oro: 0:47:36 Platino: 0:41:63 |
| Totally Fly            | Foresta / Al Buio                   | 44    | Gemma bianca Reliquia                        | Molto alta | Nessuna                                                                                           | Zaffiro: 1:21:00 Oro: 1:02:08 Platino: 0:54:75 |

### Crash Bandicoot 3: Warped
| Livello                                             | Ambientazione                              | Personaggio        | Casse | Oggetti                                      | Difficoltà | Aree extra                                                                          | Tempi richiesti per le reliquie                   |
| --------------------------------------------------- | ------------------------------------------ | ------------------ | ----- | -------------------------------------------- | ---------- | ----------------------------------------------------------------------------------- | ------------------------------------------------- |
| Toad Village                                        | Villaggio                                  | Crash/Coco         | 42    | Cristallo Gemma bianca Reliquia              | Bassa      | Area bonus "?"                                                                      | Zaffiro: 1:03:00 Oro: 0:57:50 Platino: 0:44:03    |
| Under Pressure                                      | Sott'acqua                                 | Crash              | 92    | Cristallo Gemma bianca Reliquia              | Media      | Nessuna                                                                             | Zaffiro: 1:39:00 Oro: 1:10:90 Platino: 1:03:50    |
| Orient Express                                      | Cavalcata                                  | Coco, Pura         | 51    | Cristallo Gemma bianca Reliquia              | Bassa      | Nessuna                                                                             | Zaffiro: 0:41:00 Oro: 0:27:80 Platino: 0:18:10    |
| Bone Yard                                           | Preistoria                                 | Crash/Coco         | 66    | Cristallo 2 Gemme bianche Reliquia           | Media      | Area bonus "?" Piattaforma Gemma Rossa                                              | Zaffiro: 1:45:00 Oro: 1:40:20 Platino: 1:21:00    |
| Makin' Waves                                        | Moto d'acqua                               | Coco               | 37    | Cristallo Gemma bianca Reliquia              | Bassa      | Nessuna                                                                             | Zaffiro: 1:11:00 Oro: 1:03:23 Platino: 0:56:23    |
| Tiny Tiger (Boss)                                   | Arena del Colosseo                         | Crash              | N/A   | N/A                                          | Bassa      | N/A                                                                                 |                                                   |
| Gee Wiz                                             | Villaggio                                  | Crash/Coco         | 100   | Cristallo Gemma bianca Reliquia              | Bassa      | Area bonus "?"                                                                      | Zaffiro: 1:35:00 Oro: 1:22:73 Platino: 1:05:90    |
| Hang'em High                                        | Città araba                                | Crash/Coco         | 96    | Cristallo Gemma bianca Gemma gialla Reliquia | Media      | Area bonus "?" Area accessibile dalla sesta Warp Room                               | Zaffiro: 1:24:00 Oro: 0:52:63 Platino: 0:43:80    |
| Hog Ride                                            | Corsa in moto                              | Crash              | 13    | Cristallo Gemma bianca Reliquia              | Bassa      | Nessuna                                                                             | Zaffiro: 0:48:00 Oro: 0:44:43 Platino: 0:38:06    |
| Tomb Time                                           | Piramide                                   | Crash/Coco         | 95    | Cristallo 2 Gemme bianche Reliquia           | Alta       | Area bonus "?" Piattaforma Gemma Viola                                              | Zaffiro: 1:42:00 Oro: 1:10:00 Platino: 0:53:90    |
| Midnight Run                                        | Cavalcata                                  | Coco, Pura         | 35    | Cristallo Gemma bianca Reliquia              | Bassa      | Nessuna                                                                             | Zaffiro: 0:51:00 Oro: 0:38:23 Platino: 0:18:20    |
| Dingodile (Boss)                                    | Arena nel Ghiacciaio                       | Crash              | N/A   | N/A                                          | Media      | N/A                                                                                 |                                                   |
| Dino Might!                                         | Preistoria                                 | Crash/Coco, Baby T | 112   | Cristallo 2 Gemma bianche Reliquia           | Media      | Area bonus "?" Piattaforma Gemma Gialla Passaggio conducente al livello Eggipus Rex | Zaffiro: 1:34:00 Oro: 1.25:76 Platino: 1:03:00    |
| Deep Trouble                                        | Sott'acqua                                 | Crash              | 83    | Cristallo Gemma bianca Gemma rossa Reliquia  | Alta       | Area nascosta                                                                       | Zaffiro: 1:37:00 Oro: 1:15:12 Platino: 1:08:33    |
| High Time                                           | Città araba                                | Crash/Coco         | 85    | Cristallo Gemma bianca Gemma viola Reliquia  | Alta       | Area bonus "?" Piattaforma di Morte                                                 | Zaffiro: 2:12:00 Oro: 1:04:10 Platino: 0:56:93    |
| Road Crash                                          | Corsa in moto                              | Crash              | 25    | Cristallo Gemma bianca Reliquia              | Media      | Passaggio conducente al livello Hot Coco                                            | Zaffiro: 1:31:00 Oro: 1:26:70 Platino: 1:23:10    |
| Double Header                                       | Villaggio                                  | Crash/Coco         | 91    | Cristallo Gemma bianca Reliquia              | Media      | Area bonus "?"                                                                      | Zaffiro: 1:27:00 Oro: 1:21:12 Platino: 0:59:40    |
| Dr. Nefarious Tropy (Boss)                          | Sotterranei della macchina del tempo       | Crash              | N/A   | N/A                                          | Media      | N/A                                                                                 |                                                   |
| Sphynxinator                                        | Piramide                                   | Crash/Coco         | 105   | Cristallo 2 Gemme bianche Reliquia           | Alta       | Area bonus "?" Piattaforma Gemma Blu Area nascosta                                  | Zaffiro: 1:42:00 Oro: 1:22:63 Platino: 0:56:70    |
| Bye Bye Blimps                                      | Battaglia aerea                            | Crash/Coco         | 11    | Cristallo Gemma bianca Reliquia              | Media      | Nessuna                                                                             | Zaffiro: 0:49:00 Oro: 0:38:40 Platino: 0:31:50    |
| Tell No Tales                                       | Moto d'acqua                               | Coco               | 61    | Cristallo Gemma bianca Reliquia              | Media      | Nessuna                                                                             | Zaffiro: 2:12:00 Oro: 1:35:63 Platino: 1:15:23    |
| Future Frenzy                                       | Città futuristica                          | Crash/Coco         | 133   | Cristallo 2 Gemme bianche Reliquia           | Alta       | Area bonus "?" Area accessibile dalla sesta Warp Room                               | Zaffiro: 2:01:00 Oro: 1:34:00 Platino: 1:19:62    |
| Tomb Wader                                          | Piramide                                   | Crash/Coco         | 88    | Cristallo Gemma bianca Gemma blu Reliquia    | Molto alta | Area bonus "?" Piattaforma di Morte                                                 | Zaffiro: 02:44:00 Oro: 01:45:03 Platino: 01:24:00 |
| Dr. N. Gin (Boss)                                   | Spazio                                     | Coco, Pura         | N/A   | N/A                                          | Alta       | N/A                                                                                 |                                                   |
| Gone Tomorrow                                       | Città futuristica                          | Crash/Coco         | 87    | Cristallo 2 Gemme bianche Reliquia           | Alta       | Area bonus "?" Piattaforma Gemma Verde                                              | Zaffiro: 02:05:00 Oro: 01:25:60 Platino: 01:02:10 |
| Orange Asphalt                                      | Corsa in moto                              | Crash              | 20    | Cristallo Gemma bianca Reliquia              | Media      | Nessuna                                                                             | Zaffiro: 01:38:00 Oro: 01:33:30 Platino: 01:23:80 |
| Flaming Passion                                     | Città araba                                | Crash/Coco         | 75    | Cristallo Gemma bianca Gemma verde Reliquia  | Alta       | Area bonus "?" Piattaforma di Morte                                                 | Zaffiro: 1:43:00 Oro: 1:13:10 Platino: 0:59:40    |
| Mad Bombers                                         | Battaglia aerea                            | Crash/Coco         | 11    | Cristallo Gemma bianca Reliquia              | Alta       | Nessuna                                                                             | Zaffiro: 2:18:00 Oro: 1:15:23 Platino: 0:58:13    |
| Bug Lite                                            | Piramide / Al Buio                         | Crash/Coco         | 121   | Cristallo 2 Gemme bianche Reliquia           | Alta       | Area bonus "?" Piattaforma Multicolore                                              | Zaffiro: 1:49:00 Oro: 1:34:86 Platino: 1:14:90    |
| Dr. N. Cortex (Boss)                                | Centro nevralgico della macchina del tempo | Crash              | N/A   | N/A                                          | Molto Alta | N/A                                                                                 |                                                   |
| Ski Crazed                                          | Moto d'acqua                               | Coco               | 100   | Gemma bianca Reliquia                        | Alta       | Nessuna                                                                             | Zaffiro: 1:19:00 Oro: 0:53:50 Platino: 0:36:30    |
| Hang'em High (Area segreta)                         | Città araba                                | Crash/Coco         | N/A   | Gemma gialla                                 | Alta       | Nessuna                                                                             |                                                   |
| Area 51?                                            | Corsa in moto                              | Crash              | 24    | 2 Gemme bianche Reliquia                     | Alta       | Nessuna                                                                             | Zaffiro: 2:01:00 Oro: 1:57:80 Platino: 1:52:50    |
| Future Frenzy (Area segreta)                        | Città futuristica                          | Crash/Coco         | N/A   | Gemma bianca                                 | Alta       | Nessuna                                                                             |                                                   |
| Rings of Power                                      | Gara aerea                                 | Crash/Coco         | 33    | 2 Gemme bianche Reliquia                     | Media      | Nessuna                                                                             | Zaffiro: 1:30:00 Oro: 1:11:46 Platino: 1:01:73    |
| Hot Coco (Raggiungibile dal livello Road Crash)     | Moto d'acqua                               | Coco               | 70    | Gemma bianca Reliquia                        | Alta       | Nessuna                                                                             | Zaffiro: 1:00:00 Oro: 0:30:10 Platino: 0:19:96    |
| Eggipus Rex (Raggiungibile dal livello Dino Might!) | Preistoria                                 | Crash/Coco, Baby T | N/A   | Gemma bianca Reliquia                        | Media      | Nessuna                                                                             | Zaffiro: 0:57:00 Oro: 0:52:03 Platino: 0:47:74    |
| Future Tense (livello incluso nel DLC)              | Città futuristica                          | Crash/Coco         | 145   | 2 Gemme bianche Reliquia                     | Molto alta | Area bonus "?" Piattaforma di Morte                                                 | Zaffiro: 2:01:52 Oro: 1:15:43 Platino: 0:52:17    |

## Sviluppo
Nel 2016, Crash appare nel videogioco Naughty Dog Uncharted 4. Esso mostrava uno dei livelli della prima trilogia di Crash e questo fece ipotizzare un possibile ritorno del personaggio. Durante la ventiduesima edizione dell'Electronic Entertainment Expo 2016 viene svelato ufficialmente il ritorno del marsupiale arancione, mentre al PlayStation Experience viene mostrato il trailer ufficiale.

### Dopo la pubblicazione
A luglio 2016, Jim Ryan, direttore di PlayStation Europe, afferma che questa raccolta potrebbe portare a nuovi giochi di Crash Bandicoot nel futuro. Nel luglio 2017, l'amministratore delegato di Activision, Eric Hirshberg, ha dichiarato: "Vediamo una grande passione per Crash, che potrebbe portare ad altre cose". Nell'agosto 2017, aggiunse che di fronte al successo commerciale di questa raccolta, Activision potrebbe prendere in considerazione la possibilità di rimasterizzare altre licenze in futuro, senza specificare quali.
Nel 2017, poco dopo l'uscita di Crash Bandicoot: N. Sane Trilogy, le voci riguardanti l'esistenza di un simile remake per la serie di Spyro the Dragon (altra licenza detenuta da Activision, storicamente legata a Crash Bandicoot) si fecero sempre più accentuate, poiché nel videogioco era possibile far scomparire il cursore inserendo sopra l'icona di Crash Bandicoot 3: Warped lo stesso codice (su, su, giù, giù, sinistra, destra, sinistra, destra, quadrato) che, se usato nell'originale Crash Bandicoot 3: Warped (1998) per PlayStation, permetteva di giocare a una demo del videogioco Spyro the Dragon (1998).
Nell'aprile 2018, a seguito dell'annuncio ufficiale di Spyro: Reignited Trilogy, Activision ha effettivamente aggiunto il trailer del gioco in N. Sane Trilogy con la patch 1.03 dal peso di 231,9 MB, per vedere il quale è necessario proprio inserire la variante del Codice Konami (con il tasto  al posto dei tasti B e A).

## Panoramica
Crash Bandicoot N. Sane Trilogy è stato definito dagli sviluppatori come un "remaster plus"(ma di fatto rimane un remake) avente i primi tre capitoli della serie: Crash Bandicoot, Crash Bandicoot 2: Cortex Strikes Back e Crash Bandicoot 3: Warped, in HD e con un nuovo doppiaggio. La raccolta dispone di una risoluzione 1440p Quad HD e 30 FPS su PlayStation 4 Pro. Inoltre, nuove funzionalità sono state aggiunte come la nuova schermata iniziale, il sistema di salvataggio automatico, le reliquie (prove a tempo) in tutti i giochi, Coco come personaggio giocabile e il supporto dei trofei. Se si preordinava il gioco su PlayStation Store si ricevevano in omaggio il Sunset vista pack (che contiene due avatar e un tema), il Friends pack (anche esso include due avatar e un tema), il Coco pack (contenente un avatar di Coco, uno di Pura ed un tema dinamico di Coco) e un tema esclusivo. Inoltre il 4 luglio 2017 è stato pubblicato gratuitamente sul PlayStation Store il Pacchetto di lancio che include un tema dinamico e gli avatar del Dr. Neo Cortex e di Uka Uka.

## Differenze coi capitoli originali

### Crash Bandicoot
- Coco diventa un personaggio giocabile dopo aver sconfitto Papu Papu; tuttavia non è utilizzabile nei livelli col cinghiale e nelle sfide contro i boss.
- Sono state aggiunte le reliquie del tempo.
- È stato aggiunto il contatore di casse distrutte e totali.
- Distruggendo una cassa di Aku Aku non comparirà la maschera da raccogliere, bensì verrà automaticamente raccolta come nei capitoli successivi.
- Le casse rimbalzanti forniscono due frutti Wumpa alla volta anziché uno.
- La seconda isola Wumpa è stata ribaltata specularmente rispetto all'originale, consentendo al giocatore di proseguire tenendo premuto il pad direzionale sempre verso destra.
- Nel capitolo originale per sconfiggere Papu Papu erano necessari tre colpi, mentre nel remake ne servono cinque; tuttavia i colpi necessari erano cinque anche nella versione giapponese.
- I checkpoint sono in grado di salvare le casse distrutte in precedenza dal giocatore. Come requisito fondamentale per ottenere la gemma, a differenza del remake ove la morte mantiene a terra le scatole già distrutte, nel capitolo originale è necessario non morire, in quanto il checkpoint non memorizza ma azzera il conteggio delle scatole già distrutte; tale difficoltà tuttavia è stata mantenuta per i livelli aventi la gemma colorata, ad esclusione delle aree bonus in cui è possibile morire; inoltre le gemme vengono raccolte prima di salire sulla piattaforma di fine livello, in un contatore di casse come quello dei capitoli successivi.
- Nel collezionare una gemma o una reliquia si sentirà lo stesso suono del terzo capitolo originale; inoltre nell'animazione di aggiunta della gemma a quelle già prese è stata eliminata la "sfilata" di quest'ultime.
- Le piattaforme colorate perdono la forma della gemma colorata corrispondente, rendendosi simili a quelle dei capitoli successivi; inoltre, non ruotano più su se stesse e non è possibile scendere o saltare durante movimento di alcune di esse; possiedono inoltre un'oscillazione verticale e un effetto sonoro quando si muovono.
- Nel capitolo originale i bonus servivano solo a fornire vite extra (di N. Brio), salvare i propri progressi se conclusi e aumentare la percentuale di gioco (di Tawna) ed ottenere le chiavi per i livelli segreti (di Cortex), non influenzando in alcun modo il computo delle casse del livello principale; tuttavia, in caso di morte, non potevano essere ripetuti a patto di riavviare il livello; inoltre i bonus di Cortex e Tawna, una volta conclusi, non potevano essere mai più giocati; nel remake anche i bonus servono a fornire casse (come nei due capitoli successivi al gioco), possono essere ripetuti in caso di morte senza scali di vite, possono essere svolti nuovamente, se conclusi, rigiocando il livello da capo e fungono anche da checkpoint; nel remake il giocatore non vi viene teletrasportato automaticamente, bensì vi accede salendo su un'apposita pedana luminosa che si materializza in prossimità della cassa contenente la terza effigie del personaggio nel bonus.
- I livelli aventi i bonus, proprio a causa della presenza di questi, presentano molte casse in più.
- Il bonus di Tawna del livello Native Fortress presenta uno sfondo diverso da quello di tutti gli altri, mostrando la seconda e la terza isola dell'arcipelago N. Sanity avvolte in una foschia violacea.
- Nel livello Rolling Stones la prima effigie di N. Brio, nell'originale, si otteneva rompendo una cassa rimbalzante colpendola dieci volte con la testa (pena la mancata fuoriuscita dell'effigie); nel remake tale effigie è stata spostata in una cassa regolare posta al di sopra di tale cassa rimbalzante.
- Nel livello Road To Nowhere è presente una seconda piattaforma di fine livello, nonché un secondo contatore di casse per la gemma, alla fine del secondo percorso accessibile con la piattaforma rossa.
- Nel livello Toxic Waste il toporagno antropomorfo che lancia i barili, se colpito con un attacco giravolta, non viene scagliato lontano ma scompare nel punto in cui si trova.
- L'area accessibile con la piattaforma colorata nel livello Lights Out, essendo all'esterno, nel remake viene illuminata naturalmente e non da Aku Aku, la cui maschera originariamente ottenibile durante il trasferimento con la piattaforma è stata eliminata.
- Se nei livelli Lights Out e Fumbling In The Dark una cassa di Aku Aku viene distrutta prima di distruggere una cassa checkpoint, in caso di morte del giocatore al posto della cassa di Aku Aku distrutta apparirà una maschera di Aku Aku.
- Le melme lanciate da N. Brio durante il combattimento adesso presentano forma e aspetto da blob.
- Nel livello The Lab le melme gialle sono sostituite dai blob verdi.
- Il livello Stormy Ascent diviene, a patto di scaricare il relativo DLC (pubblicato il 21 luglio 2017 e gratuito fino al 19 agosto successivo), un livello completamente giocabile, con un bonus di N. Brio totalmente inedito; inoltre nel menu di scelta dei livelli appare un pulsante viola prima di N. Sanity Beach che condurrà direttamente alla torre di Cortex dove è situato il livello eliminato.
- La percentuale massima per completare il gioco è 102% (105% se si conta il DLC).
- Il remake presenta una traduzione e un doppiaggio italiano totalmente inedito, in quanto il gioco originale non è mai stato tradotto o doppiato in italiano.

### Crash Bandicoot 2: Cortex Strikes Back
- Coco diventa un personaggio giocabile dopo aver sconfitto Ripper Roo; tuttavia non è utilizzabile nei livelli con l'orsetto Polar, nei livelli con il razzo e nelle sfide contro i boss.
- Sono state aggiunte le reliquie del tempo.
- È stato aggiunto il contatore di casse totali.
- Le casse rimbalzanti forniscono due frutti Wumpa alla volta anziché uno.
- Nel collezionare un cristallo, una gemma o una reliquia si sentirà lo stesso suono del terzo capitolo originale.
- I cristalli illuminano di un rosa intenso l'ambiente circostante del luogo in cui si trovano.
- Attivando il detonatore e facendo esplodere le casse Nitro verranno distrutte anche tutte le altre casse vicine ad esse (escluse naturalmente quelle metalliche e rinforzate) anche se molto lontane dal giocatore; nell'originale ciò non avveniva in quanto il gioco era programmato per visualizzare e rendere solidi solo i poligoni che venivano inquadrati dalla telecamera, allo scopo di rendere più leggera l'esecuzione; ciò risulta essere molto utile nelle prove a tempo.
- Le porte d'accesso ai livelli sono state ridisegnate: gli incastri di cristalli, gemme e reliquie sono stati spostati dallo stipite sul lato sinistro della porta, lasciando spazio solo al nome del livello; è stata rimossa anche la scritta LEVEL XY col numero del livello dalle colonne laterali.
- Nell'originale i boss si incontravano nel trasferimento tra una Warp Room e la successiva e potevano essere sfidati nuovamente solo tenendo premuto triangolo al momento del trasferimento; nel remake ad ogni Warp Room, in sostituzione della schermata di salvataggio originale, è stata posta una sesta porta che conduce al boss, sbloccabile dopo aver raccolto i cinque cristalli della relativa Warp Room; come nel terzo capitolo, inoltre, sarà impossibile rientrare nei livelli della Warp Room, una volta sbloccata l'entrata per il boss, senza prima batterlo.
- Nell'originale la sesta Warp Room era accessibile solo passando per i passaggi segreti sparsi nei livelli; nel remake, una volta sbloccata, vi si può giungere scendendo in basso dalla prima Warp Room; non presentando boss, la vecchia schermata di salvataggio di tale Warp Room è rimpiazzata da un semplice muro; inoltre sono presenti fin da subito i portali elettronici per i livelli segreti (ma non attivi finché non si giunge al relativo passaggio segreto) anziché lasciare un vuoto, corredati anche degli oggetti (cristallo, gemme e reliquia) presenti nel livello principale.
- Entrare in un'area bonus, anche morendo senza completarla, funge da checkpoint.
- Salire su una piattaforma colorata, bonus o del teschio non farà cessare l'invincibilità data dai tre Aku Aku, la quale seguirà invece il suo corso naturale.
- Le piattaforme colorate non ruotano più su se stesse, tuttavia hanno un'oscillazione verticale e dispongono di un effetto sonoro quando sono in movimento.
- La sezione sotterranea del livello Turtle Woods, una volta attraversata, non è più raggiungibile in quanto l'entrata viene sigillata.
- La gemma rossa del livello Snow Go è stata posta molto più in alto rispetto al livello originale, in quanto, sfruttando la cassa freccia nelle vicinanze, era possibile ottenerla senza sbloccare il passaggio segreto.
- In una libreria di destra dell'arena di battaglia di Ripper Roo è possibile notare un libro con su scritto CRASH come appare nel titolo del primo capitolo.
- Il punto d'arrivo della piattaforma colorata del livello Hang Eight è stato decentrato, arretrato rispetto all'originale, nel quale atterrava al centro della piattaforma.
- Il livello Snow Biz presenta una cassa in più.
- Nell'ultima sezione del livello Crash Dash, in corrispondenza dei cancelli elettrici con le casse davanti, il masso rotolante non salterà e distruggerà le casse.
- La distanza coperta dalle casse d'acciaio attivabili dal passaggio segreto in Road To Ruin è stata aumentata per evitare di giungere alla sezione segreta attraverso un salto in scivolata come nel capitolo originale.
- Prima di precipitare, le piattaforme sospese nell'arena di battaglia di Tiny non emettono tre segnali acustici lunghi, bensì due lunghi e quattro brevi in rapida successione, quest'ultimi con una tonalità più alta.
- Il bonus del livello Hangin' Out non può essere completato se viene attivato il detonatore delle Nitro prima di entrarvi, in quanto, oltre alle Nitro, verrà distrutto anche il ponte di casse TNT vicino ad esse.
- Se per uscire dal percorso della piattaforma del teschio nel livello Cold Hard Crash si utilizza la piattaforma stessa, un glitch farà proseguire l'esecuzione del tema sonoro del percorso della morte anziché quello regolare.
- La piattaforma del teschio in uscita dall'area del teschio del livello Diggin' It viene anch'essa disattivata in caso di morte del giocatore; inoltre, è molto più difficile adesso sfruttare l'ambientazione per accedere all'area del teschio senza usare la piattaforma.
- Nel remake i dialoghi sono stati riscritti e presentano diverse differenze; essendo stata inoltre eliminata la lotta coi boss passando da una Warp Room all'altra, i dialoghi che accennano a ciò sono stati oscurati (attraverso un'interferenza nei messaggi di Cortex) o del tutto rimossi.

### Crash Bandicoot 3: Warped
- Coco diventa un personaggio giocabile all'inizio del gioco, ma non è utilizzabile nei livelli con la moto, subacquei e nelle sfide contro i boss (eccetto N. Gin); al contrario, Crash non sarà utilizzabile nei livelli in cui si cavalca Pura, con la moto d'acqua e contro il boss N. Gin.
- La Warp Room in questo gioco viene chiamata Vortice Temporale (Time Twister in inglese), la quale è immersa in una distesa d'acqua anziché essere sospesa nel vuoto ed è illuminata dalla luce della luna; inoltre la piattaforma centrale varia leggermente il suo percorso, scendendo in basso anziché "scavalcare" il muro.
- Nella schermata che mostra gli oggetti presenti in un livello, se quest'ultimo presenta due gemme, esse compaiono una vicino all'altra e non una sopra l'altra come l'originale; se ne contiene solo una, si avrà uno spazio vuoto tra la gemma e la reliquia.
- Nell'attivare la prova a tempo le piattaforme bonus non spariranno, ma verranno più semplicemente disattivate e appariranno più scure.
- Essendo cambiata la fisica del gioco sono anche cambiati i tempi obiettivo per le reliquie, associati ad una leggera variazione della disposizione delle casse blocca tempo.
- Nella schermata di salvataggio della versione originale, adesso compaiono diverse immagini presenti in capitoli precedenti (ad esempio Sunset Vista o la seconda Warp Room) solo se si decide di non usare Coco.
- Attivando il detonatore e facendo esplodere le casse Nitro verranno distrutte anche tutte le altre casse vicine ad esse (escluse naturalmente quelle metalliche e rinforzate) anche se molto lontane dal giocatore; nell'originale ciò non avveniva in quanto il gioco era programmato per visualizzare e rendere solidi solo i poligoni che venivano inquadrati dalla telecamera, allo scopo di rendere più leggera l'esecuzione; ciò risulta essere molto utile nelle prove a tempo.
- Entrare in un'area bonus, anche morendo senza completarla, funge da checkpoint.
- Le piattaforme colorate non ruotano più su se stesse, tuttavia hanno un'oscillazione verticale e dispongono di un effetto sonoro quando sono in movimento.
- Nel collezionare un cristallo, una gemma o una reliquia si udirà lo stesso suono del capitolo originale.
- I cristalli illuminano di un rosa intenso l'ambiente circostante del luogo in cui si trovano.
- Salire su una piattaforma colorata, bonus o del teschio non farà cessare l'invincibilità data dai tre Aku Aku, la quale seguirà invece il suo corso naturale.
- Non è più possibile conservare gli Aku Aku ottenuti durante una prova a tempo; tale meccanismo è stato applicato anche ai capitoli precedenti.
- Nel livello Road Crash, per far notare al giocatore il cartello stradale raffigurante l'alieno, un piccione vi si schianterà.
- Nei livelli con il dinosauro, quest'ultimo non scomparirà quando ci si allontana dal punto in cui si ferma; è possibile farlo sparire morendo e ricominciando da un checkpoint posto più avanti, ma non sarà possibile risalire e percorrere il livello all'indietro come nell'originale.
- Il livello Bug Lite presenta una cassa Nitro in più.
- Nei livelli medievali Gee Wiz e Double Header i maghi che trasformano Crash in un rospo possono essere sconfitti con un colpo solo, a differenza dell'originale dove erano necessari due colpi.
- Nei livelli sulle moto (eccetto in Area 51?) è presente un Easter Egg particolare: nelle targhe delle vetture rivali, invece delle lettere CTRX che indicavano le consonanti di Cortex nell'originale, si può notare la scritta 96-17, che indica la data temporale tra l'anno di pubblicazione del primo capitolo di Crash e l'anno del remake.
- All'inizio del livello Sphynxinator se si completa il percorso sulla sinistra, si troverà alla fine una piattaforma che ha un "?" disegnato sopra e che in teoria indicherebbe la piattaforma bonus, ma in realtà conduce direttamente alla strada principale.
- Le coppie o triplette di piattaforme mobili sospese nel vuoto del livello Future Frenzy sono sfasate e non si rovesciano più contemporaneamente, bensì una dopo l'altra.
- Nella prima area del vortice temporale gli ingranaggi sullo sfondo si muovono, mentre nella quarta sono state aggiunte sei colonne egizie con un braciere sulla sommità.
- A differenza dell'originale, il boss Dingodile non pronuncia nessuna frase finale dopo essere stato sconfitto, mentre il boss N. Gin è completamente privo di dialoghi.
- Anche questo capitolo presenta dialoghi italiani riscritti.
- È possibile completare attraverso un glitch il livello Hot Coco in meno di due secondi.
- La percentuale massima per completare il gioco è 105% (108% se si conta il DLC).
- Nel livello segreto Eggipus Rex, se si affronta la prova a tempo verranno tolti i frutti Wumpa durante il percorso.
- Nell'intro si può notare in una foto il ritratto di Nathan Drake, protagonista della serie Uncharted prodotta da Naughty Dog.
- Un livello inedito chiamato "Future Tense" è stato incluso nel DLC insieme all'uscita multipiattaforma del gioco. Il livello è contrassegnato come livello 31 e si può accedere tramite una piattaforma segreta.

## Finto Crash
Finto Crash compariva, superando una certa percentuale di progressi, in alcuni livelli già in Crash Bandicoot 3: Warped originale, ma adesso è presente, oltre che nel remake del terzo capitolo, anche nel remake dei primi due; ottenendo il 100%, compare nei seguenti livelli:
- Crash Bandicoot:
  - N. Sanity Beach
  - Heavy Machinery
- Crash Bandicoot 2: Cortex Strikes Back:
  - The Pits
  - Crash Crush
  - Hang Eight
  - Ruination
  - Cold Hard Crash
  - Rock It
  - Totally Fly
- Crash Bandicoot 3: Warped
  - Toad Village
  - Makin' Waves
  - Hog Ride
  - Area 51?
  - Future Tense

## Accoglienza
Il gioco è stato accolto con ottimi voti, infatti Metacritic gli ha attribuito una votazione di 80 su 100.
| Testata                         | Versione | Giudizio |
| ------------------------------- | -------- | -------- |
| Metacritic (media al 18-7-2017) | PS4      | 80/100   |
| Metacritic (media al 18-7-2017) | NS       | 78/100   |
| Metacritic (media al 18-7-2017) | XONE     | 79/100   |
| Metacritic (media al 18-7-2017) | PC       | 76/100   |
| Destructoid                     | -        | 8,5/10   |
| EGM                             | -        | 9/10     |
| Game Informer                   | -        | 8/10     |
| Game Revolution                 | -        | 4.5/5    |
| GameSpot                        | -        | 6/10     |
| Gamepare                        | -        | 8.5/10   |
| GamesRadar+                     | -        | 3.5/5    |
| IGN                             | -        | 8.5/10   |
| Polygon                         | -        | 6/10     |
| The Games Machine               | -        | 8/10     |

### Vendite
Il gioco ha ricevuto un buon successo di vendite soprattutto nel Regno Unito, dove è stato il gioco che ha venduto di più durante una settimana aggiudicandosi come il "miglior lancio di sempre" di un titolo esclusivo e battendo un'altra esclusiva PlayStation 4: Horizon Zero Dawn. A settembre 2017, il gioco aveva venduto oltre 2,5 milioni di copie in tutto il mondo, rendendolo il quarto titolo più venduto per PlayStation 4.Nel complesso, il gioco ha venduto oltre 10 milioni di copie. Activision ha dato la notizia che Crash Bandicoot N. Sane Trilogy risulta essere ad oggi la remaster collection (seppur rimanga un remake) di maggior successo nella storia di PlayStation 4.

## Doppiaggio
| Personaggio       | Doppiatore originale | Doppiatore italiano |
| ----------------- | -------------------- | ------------------- |
| Crash Bandicoot   | Jess Harnell         | Jess Harnell        |
| Tawna Bandicoot   | Debi Derryberry      | Debi Derryberry     |
| Coco Bandicoot    | Debi Derryberry      | Martina Tamburello  |
| Aku Aku           | Greg Eagles          | Renzo Ferrini       |
| Neo Cortex        | Lex Lang             | Silvano Piccardi    |
| Nitrus Brio       | Maurice LaMarche     | Oliviero Corbetta   |
| Papu Papu         | Dwight Schultz       | Dwight Schultz      |
| Ripper Roo        | Jess Harnell         | Jess Harnell        |
| Koala Kong        | Fred Tatasciore      | Fred Tatasciore     |
| Pinstripe Potoroo | Jess Harnell         | Jess Harnell        |
| Komodo Brothers   | Fred Tatasciore      | Fred Tatasciore     |
| Tiny Tiger        | John DiMaggio        | Antonello Governale |
| Dingodile         | Fred Tatasciore      | Andrea De Nisco     |
| N. Gin            | Corey Burton         | Oliviero Corbetta   |
| Nefarious Tropy   | Corey Burton         | Antonello Governale |
| Uka Uka           | John DiMaggio        | Gianni Gaude        |